# Deutscher Meister
Deutscher Meister ist die allgemeine Bezeichnung für den Sieger in der Mannschafts- oder Einzelwertung der höchsten nationalen Vergleichskämpfe einer Wettkampfdisziplin in Deutschland. Der Titel wird im Allgemeinen jährlich vergeben. Die Wettbewerbe werden meistens nach Geschlechtern getrennt ausgetragen.
Der Wettbewerb zur Ermittlung des Deutschen Meisters heißt deutsche Meisterschaft.

## Regeln
Ausrichter der deutschen Meisterschaften für die im Deutschen Olympischen Sportbund (DOSB) organisierten Sportarten sind die Sportfachverbände, die hierfür jeweils eigene Regelwerke erlassen. Teilnahmeberechtigt sind dabei nur Angehörige deutscher Sportvereine, die dem jeweiligen Sportverband angehören. Eine deutsche Staatsangehörigkeit der Sportler ist hingegen nicht in allen Sportarten vorgeschrieben.
Für andere Disziplinen erlassen die entsprechenden Verbände die Regeln.

## Mannschaftssport
In Mannschaftssportarten wird der Deutsche Meister meist im Ligamodus ermittelt, also in einem Kampf jeder einzelnen Mannschaft einer Liga gegen jede andere. Oft (z. B. im Fußball und Handball) wird dabei eine Hin- und Rückrunde ausgetragen, sodass es gegen jeden Gegner ein Heim- und ein Auswärtsspiel gibt. Deutscher Meister wird diejenige Mannschaft, die am Ende der Saison die meisten Punkte in einer Tabelle hat. Die oberste Liga, in der der Deutsche Meister ermittelt wird, heißt in Deutschland meist Bundesliga.
Ein anderer Modus ist der Turniermodus, bei dem die einzelnen Mannschaften gegen ausgeloste oder anderweitig bestimmte Gegner spielen und sich der Sieger für die nächste Runde qualifiziert, bis der Deutsche Meister in einem Finale aus zwei Teams ermittelt wird.
In US-amerikanisch geprägten Sportarten wie Basketball oder Eishockey wird eine Mischung aus beidem praktiziert: Erst gibt es einen Ligawettbewerb, daran schließt sich eine Play-off-Runde der besten (meist acht) Mannschaften an, in der letztendlich der Deutsche Meister ermittelt wird.
Soweit in der jeweiligen Sportart vorhanden, ist der Deutsche Meister meist für internationale Wettbewerbe qualifiziert.

## Individualsport
In den meisten Individualsportarten (z. B. Leichtathletik, Schwimmen) werden die deutschen Meister im Rahmen eines einzelnen Wettkampfs ermittelt, der sogenannten deutschen Meisterschaft. Hier treffen die besten deutschen Sportler aufeinander, um den Meister in der jeweiligen Sportdisziplin zu ermitteln. Die Teilnahme ist dabei oft an eine Qualifikation gebunden, bei der im Vorfeld bestimmte Normen erfüllt sein müssen. Bei Sportarten mit mehreren Disziplinen werden die Meistertitel oft im Rahmen eines gemeinsamen Wettkampfs verschiedener Disziplinen vergeben.
In einigen Sportarten gibt es mehrere deutsche Meisterschaften im Jahr, in denen die Deutschen Meister auf unterschiedlichen Distanzen oder unter unterschiedlichen Wettkampfbedingungen ermittelt werden (z. B. Kurzbahn- und Langbahn-Meisterschaften im Schwimmen, Hallen- und Freiluftmeisterschaften in der Leichtathletik).
Die deutschen Meisterschaften sind oft Ausscheidungswettkämpfe zur Bildung der Nationalmannschaft, die an internationalen Wettkämpfen wie Weltmeisterschaften oder Olympischen Spielen teilnimmt.

## Abgrenzung
Der Titel Deutscher Meister ergeht nur an den Sieger der jeweils höchsten Wettkampfklasse der Erwachsenen und wird daher in jeder Disziplin nur an eine Mannschaft bzw. Person vergeben. Die Sieger in Wettkämpfen einzelner Jahrgangsklassen heißen daher Deutscher Jugendmeister, Deutscher Jahrgangsmeister, Deutscher Seniorenmeister oder dergleichen.
In einigen Sportarten (beispielsweise Boxen; früher auch Fußball) gibt es getrennte Wettbewerbe für Amateure und Profis. Hier wird für Erstere häufig die Bezeichnung Deutscher Amateurmeister verwendet.

## Bemerkungen
Der Deutsche Meister wird als ehrbezeichnende substantivische Wortgruppe großgeschrieben, wenn er namentlich bezeichnende Funktion hat: „Hier kommt der amtierende Deutsche Meister!“ Verliert der Begriff den persönlich bezeichnenden Charakter, wie in Aufzählungen oder Zusammenfassungen, wird er kleingeschrieben: „Dortmund könnte deutscher Meister werden.“ Weil davon abweichend die „deutschen Meisterschaften“ als Gruppenbezeichnung aufgeführt werden, werden sie stets kleingeschrieben. Siehe dazu auch den entsprechenden Wiktionary-Eintrag.
Obwohl der Begriff Deutscher Meister suggeriert, dass der Titelträger der beste Athlet einer Sportdisziplin im jeweiligen Jahr ist, rückt die deutsche Meisterschaft in Sportarten, die vornehmlich international ausgerichtet sind, oft gegenüber internationalen Wettkampfserien wie Weltcup in den Hintergrund, sodass gelegentlich die besten Athleten – meist aufgrund ihres Trainingsplans – nicht am Start sind. Dies tritt besonders dann auf, wenn die Meisterschaft keinen Qualifikationscharakter hat, etwa im Skisport oder im Kanurennsport.
Zur Zeit der deutschen Teilung nahmen an den deutschen Meisterschaften nur die Sportler der Bundesrepublik teil. Faktisch handelte es sich bei diesen Wettbewerben also nur um die Meisterschaft der Bundesrepublik Deutschland, auch wenn die Sportler aus der DDR als Deutsche im Sinne des Grundgesetzes theoretisch teilnahmeberechtigt gewesen wären. In der DDR wurden separate DDR-Meisterschaften abgehalten.
Deutsche Meister gibt es beispielsweise in folgenden Sportarten:
American Football • Badminton • Baseball • Basketball • Beachvolleyball • Brettspiel • Cheerleading • Cricket • Dart • Dreiband • Eishockey • Eisstockschießen • Faustball • Fechten • Fußball • Gerätturnen • Handball • Hockey • Inline-Skaterhockey • Leichtathletik • Leichtathletik-Halle • Motorradsport • Mountainbike • Pétanque • Poolbillard • Quadrathlon  • Rallye • Rennsport • Ringen • Rugby Union • Rudern • Schach • Snooker • Softball • Squash • Straßen-Radfahren • Sambo • Schwimmen • Tanzsport • Tennis • Tischtennis • Tourenwagen • Triathlon • Volleyball • Wasserball
Auch in der Zauberkunst und im Bäckerhandwerk werden deutsche Meisterschaften durchgeführt.